# Людина президента (фільм)
Людина президента (англ. The President's Man) — американський бойовик режисера Еріка Норріса.

## Сюжет
Джошуа МакКорд — один з найбільш засекречених людей у США. Його завдання — бездоганно виконувати особливі доручення президента, навіть ті, за які не беруться спецслужби. Прослуживши країні багато років, МакКорд вирішує піти на відпочинок, але спершу він повинен знайти собі гідного наступника. Ним стає молодий і рішучий спецназівець Дік Слейтер, що пройшов загартування у легендарному загоні «Дельта». Йому належить довести МакКордові, що він гідний зайняти настільки важливий пост, з блиском виконавши низку важливих місій, в тому числі — знищення Медельїнського наркокартелю, який планує підірвати атомну бомбу в нью-йоркській підземці.

## У ролях
- Чак Норріс — Джошуа МакКорд
- Ділан Ніл — сержант Дік Слейтер
- Дженніфер Танг — Кюі
- О Сун Тек — генерал Він Трен
- Джонатан Ніколс — Сантьяго
- Марла Адамс — перша леді Метьюз
- Адам Дж.
- Бріджитта Дау
- Ральф Вейт — президент Метьюз
- Стюарт Вітман — Джордж Вільямс
- Патрік Амос — Добсон
- Еріель Чіпмен — Террі Андерсон
- Марк Далтон — людина з загону Дельта 1
- Джонні Ехаварріа — чоловік
- Кен Фармер — суддя
- Роберт Фленеган — Seal 1
- Джефф Грейс — Агент секретної служби 1
- Десмон Хек — Дарел
- Шейн Хендрікс — Тоні
- Брюс Херманс — Лоуренс Соутер
- Рейчел Келлі — Кеті
- Ден Керн — Дуглас Везербі
- Девід Кролл — Агент секретної служби 3
- Джейк Павелка (в титрах: Jake Landrum) — молодий Джошуа МакКорд
- Черамі Лі — Стейсі Андерсон